# 羅基特內區

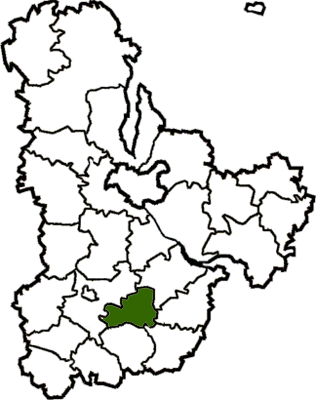
废除前羅基特內區在基辅州的位置

羅基特內區（烏克蘭語：Рокитнянський район），曾是烏克蘭中北部基輔州的一個區，行政中心設於羅基特內，面積661.51平方公里，2015年人口27,691，人口密度每平方公里41.9人。
该区在2020年7月18日的乌克兰行政区划改革中被撤销，改革后基辅州下分为7个区。